# 中洲みなと橋
中洲みなと橋（なかすみなとはし）は、助任川下流部に架かる平面の橋である。
徳島県徳島市中洲町（西岸）と徳島市新南福島（東岸）を結ぶ。みなと公園（ケンチョピア）のすぐ側に架かっている。
この中洲みなと橋と上流にある福島橋付近を流れる助任川のことを地域のひとは「福島川」と呼ぶことがある。中洲みなと橋を過ぎると新町川に合流する。

## 隣の橋梁
（上流） - 福島橋 - 福島新橋 - 中洲みなと橋 - （下流）